# Martin Friedrich Knoblauch

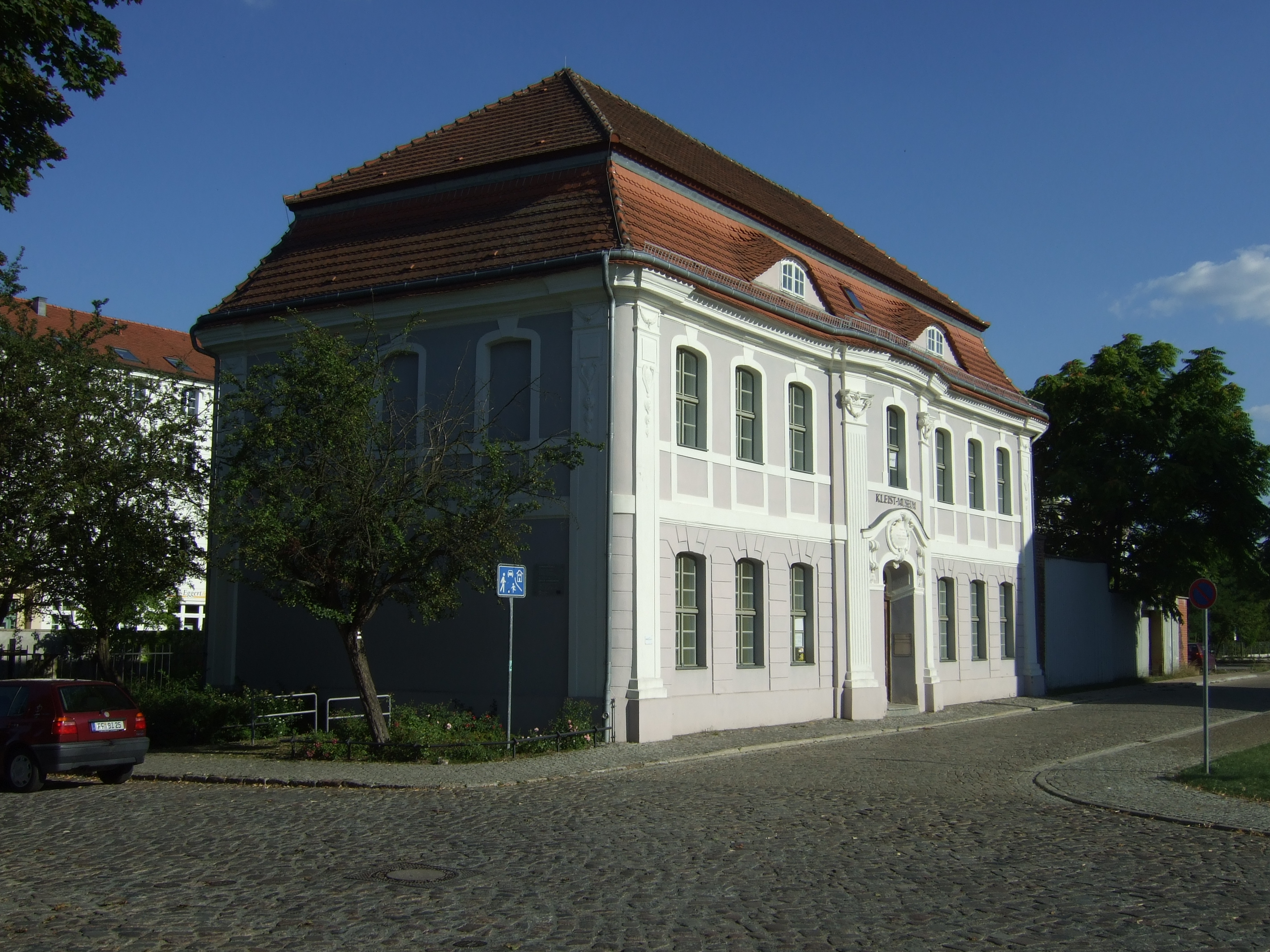
Garnisonschule in Frankfurt (Oder), errichtet 1777

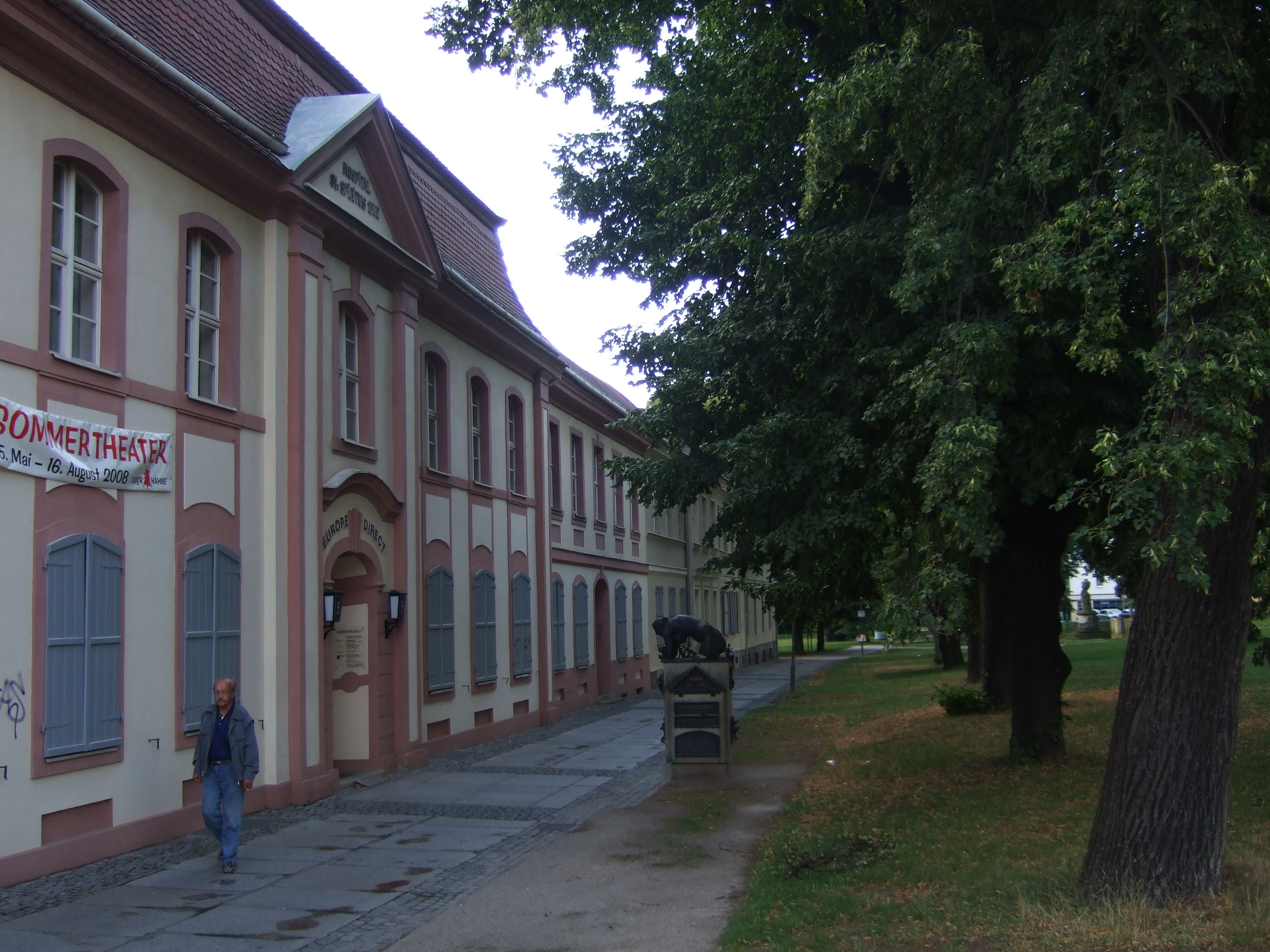
Heilig Geist Hospital in Frankfurt (Oder), errichtet 1785–1787

Alte Georgenkirche mit nördlichem Anbau um 1912, erweitert 1787

Martin Friedrich Knoblauch (* 1714; † 1791) war ein preußischer Bauinspektor.
Knoblauch wird die Projektierung des Bretterschen Grabens in Erkner 1752 zugeschrieben.
Knoblauch errichtete in Frankfurt (Oder) 1777/1778 als Stiftung des Stadtkommandanten Prinz Leopold von Braunschweig-Wolfenbüttel die Garnisonschule (heute Kleist-Museum).
Um 1780 wurde vermutlich unter seiner Leitung das Patrizierhaus in der Oderstraße 15 erbaut. 1816 erwarb der Weinhändler Michael Martin Lienau das Gebäude, das so den Namen „Lienauhaus“ erhielt. Lienaus Sohn gleichen Namens stiftete das Gebäude als erstes Stadtmuseum, in dem es auch eine Ausstellung zu Heinrich von Kleist gab. Am Ende des Zweiten Weltkriegs brannte das Gebäude 1945 nieder.
Knoblauch leitete 1785–1787 den Bau des Heilig-Geist-Hospitals und 1794 des Georgenhospitals.
1787 folgte nach seinen Entwürfen die Erweiterung der mittelalterlichen Georgenkirche durch breite Anbauten im Süden und Norden.